# البطالة في مصر
تناقش البطالة في مصر أسباب وقياس البطالة في مصر والطرق المتبعة لتقليلها. تتأثر البطالة والعمالة بعوامل مثل الأوضاع الاقتصادية، والمنافسة العالمية، والتعليم، والديموغرافيا، واستبدال البشر بالآلات. يمكن لهذه العوامل أن تؤثر على عدد العاملين، ومدة البطالة، ومستويات الأجور.

## التعريف
البطالة هي الحالة التي لا يستطيع فيها الفرد العثور على وظيفة ولكنه يبحث عن وظيفة بدوام كلي. طبقا لمنظمة جبه الدولية فإن العاطل هو كل شخص قادر على العمل وراغب فيه، ويبحث عنه، ولكن دون جدوى. من خلال هذا التعريف يتضح أنه ليس كل من لا يعمل عاطل فالتلاميذ والمعاقين والمسنين والمتقاعدين ومن فقد الأمل في العثور على عمل وأصحاب العمل المؤقت ومن هم في غنى عن العمل لا يتم أعتبارهم عاطلين عن العمل. 

## نظرة عامة
تقيس نسبة البطالة في مصر عدد الأشخاص الذين يبحثون عن عمل كنسبة من القوة العاملة الكلية. بلغت نسبة البطالة في مصر 7.8% في الربع الثالث من 2019 مقارنة بنسبة 10% في نفس الفترة من العام السابق، ومقارنة بنسبة 7.5% في الربع السابق. انخفض عدد العاطلين عن العمل بحوالي 708 ألف ليصلوا إلى 2.21 مليون، بينما بقى عدد القوة العاملة تقريبًا كما هو عند 26.1 مليون. انخفضت نسبة البطالة في المناطق الحضرية لتصل إلى 10.6% مقارنة بنسبة 12.5% في نفس الربع من العام السابق، كما انخفضت النسبة أيضا في المناطق الريفية لتصل إلى 5.6% مقارنة بنسبة 8.1% في نفس الربع من العام السابق. بلغت نسبة البطالة بين ذوي المؤهلات المتوسطة وفوق المتوسطة 43.8%، بينما بلغت نسبة البطالة بين خريجي الجامعات وذوي المؤهلات المرتفعة 44.8%.

## نظرة تاريخية
يبلغ متوسط نسبة البطالة في مصر من 1993 إلى 2019 حوالي 10.75%، إذ بلغت أعلى نسبة في الربع الثالث من عام 2013 لتصل إلى 13.40%، بينما بلغت أقل نسبة في الربع الثاني من عام 2019 بنسبة 7.50%.
بلغ عدد غير العاملين الكلي في 1960 حوالي 200 ألف، ثم تزايد ليصل إلى 850 ألف في 1967، وبحلول 1986 تخطى هذا الرقم 2 مليون.

## الأسباب
هناك العديد من الأسباب التي تؤدي لازدياد نسبة البطالة، ربما أهمها هو الانفجار السكاني. تتزايد معدلات السكان في مصر بسرعة كبيرة لا تتماشى مع عدد الوظائف الجديدة. بلغ عدد سكان مصر في 1960 حوالي 27 مليون نسمة، ليصل إلى 44.1 مليون نسمة في 1980، و70.1 مليون نسمة في سنة 2000، ليكسر حاجز المائة مليون في 2020. هذا يعني أنه منذ عام 1980 تزايد عدد السكان بحوالي 55 مليون نسمة (مقارنة بزيادة 10 ملايين نسمة في فرنسا و2  مليون في بولندا و9  مليون في إنجلترا).
يلعب النظام الاقتصادي أيضا دورًا هامًا في البطالة، إذ اعتمد النظام التعليمي لفترة طويلة وبنسبة كلية على الكتب المدرسية، كما أن المواد التي تُدرس في الجامعة أو المدرسة لا تتناسب مع متطلبات سوق العمل. 
تتسبب القلاقل السياسية المتمثلة في المظاهرات والحوادث الإرهابية أيضا في زيادة البطالة إذ تؤدي إلى هروب المستثمرين والتأثير السلبي على السياحة. كما أن ميزانية الحكومة المصرية الخاصة بالأبحاث العلمية والتطور تعتبر من الأقل على مستوى العالم.

## الحلول
وصلت نسبة البطالة إلى أقل معدل لها منذ عقود في الربع الثاني من عام 2019 إذ بلغت 7.50%. وربما أهم أسباب هذا الانخفاض هو المشاريع الجديدة التي تتطلب عددًا كبيرًا من القوة العاملة. في هذا العام (2018-19) ظهرت مشروعات مختلفة امتصت عددًا كبيرًا من القوة العاملة.
تقوم مصر الآن ببناء العديد من المدن الجديدة وهي ما تتطلب عددًا كبيرًا من القوى العاملة، كما تخفف من التكدس السكاني. يتمثل ذلك في العاصمة الإدارية الجديدة، وحدائق أكتوبر، والوراق الجديدة في الجيزة، مدينة العبور، ومدينة العلمين الجديدة في محافظة مرسى مطروح، ومدينة المنصورة الجديدة، ومدينة السلام في محافظة بورسعيد، ومدينة الأقصر الجديدة.
تركز الحكومة أيضا جهودها على مشروعات الطرق وبناء الكباري لتحسين البنية التحتية وهو ما يتطلب عمالة كبيرة أيضا، وهو ما أدى إلى تقدم مصر 90 مركزًا خلال الفترة من 2014 إلى 2019 لتصل للمركز 28 مقارنة بالمركز 45 عام 2018، والمركز 118 عام 2014، وذلك وفقًا لتقرير التنافسية العالمي.
أدخلت وزارة التربية والتعليم نظام التابلت في مصر مع تعديلات في المناهج في محاولة لتحسين نظام التعليم، إلا أن الفجوة لا تزال كبيرة بين التعليم العالي وبين متطلبات سوق العمل.

## انتقادات
يرى البعض أن نسبة البطالة في مصر لا تعبر عن ظروف المعيشة، إذ أن من يعمل برواتب غير مجزية لا يُعتبر ضمن نسبة البطالة. ارتفع الحد الأدنى للأجور في مصر في 2019 من 1200 جنيه مصري في الشهر إلى 2000 جنيه مصري في الشهر، إلا أن البعض يرون ذلك غير كافٍ في ظل الظروف المعيشية الصعبة.